# Ca sĩ kiêm nhạc sĩ sáng tác bài hát

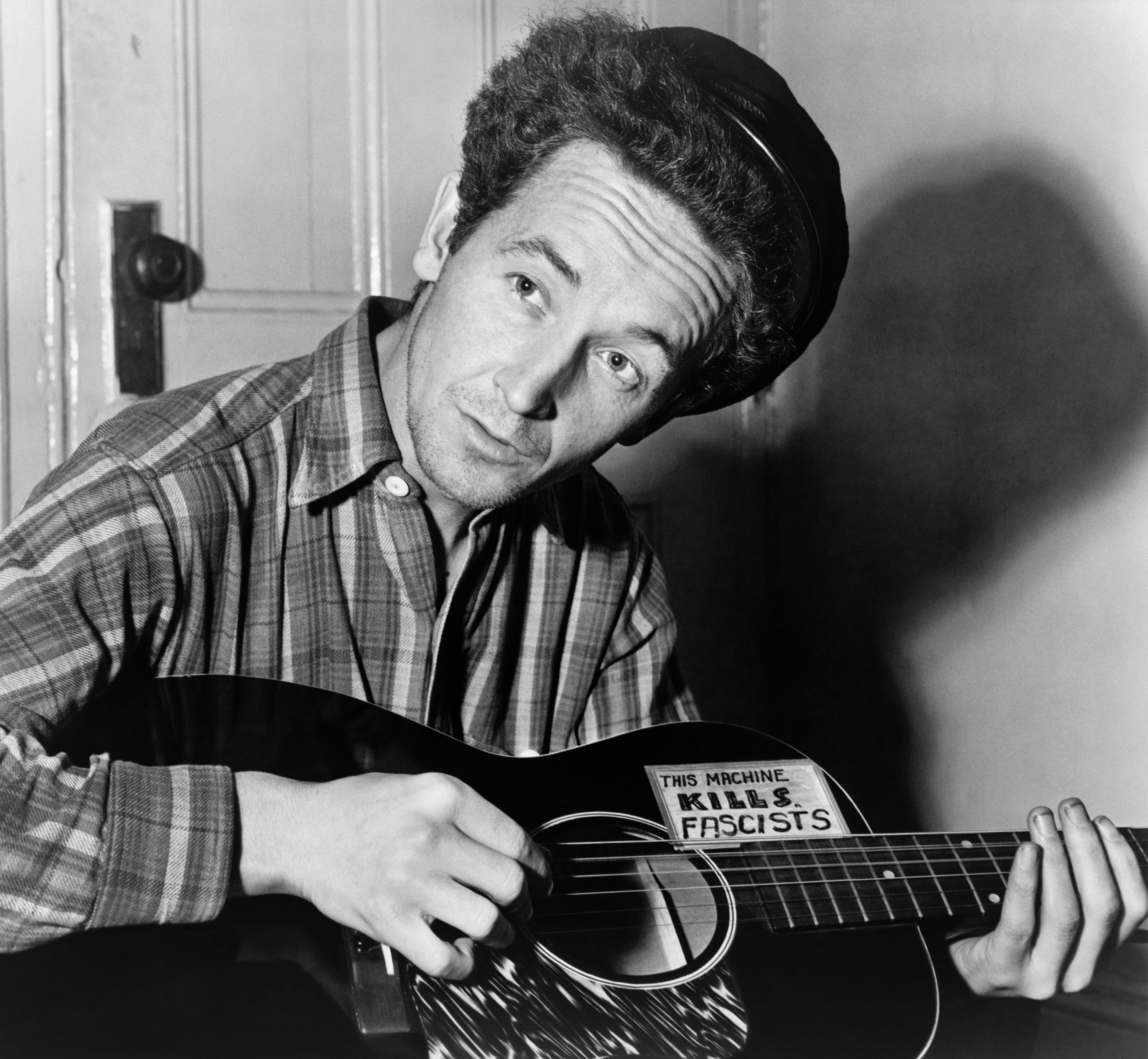
Woody Guthrie

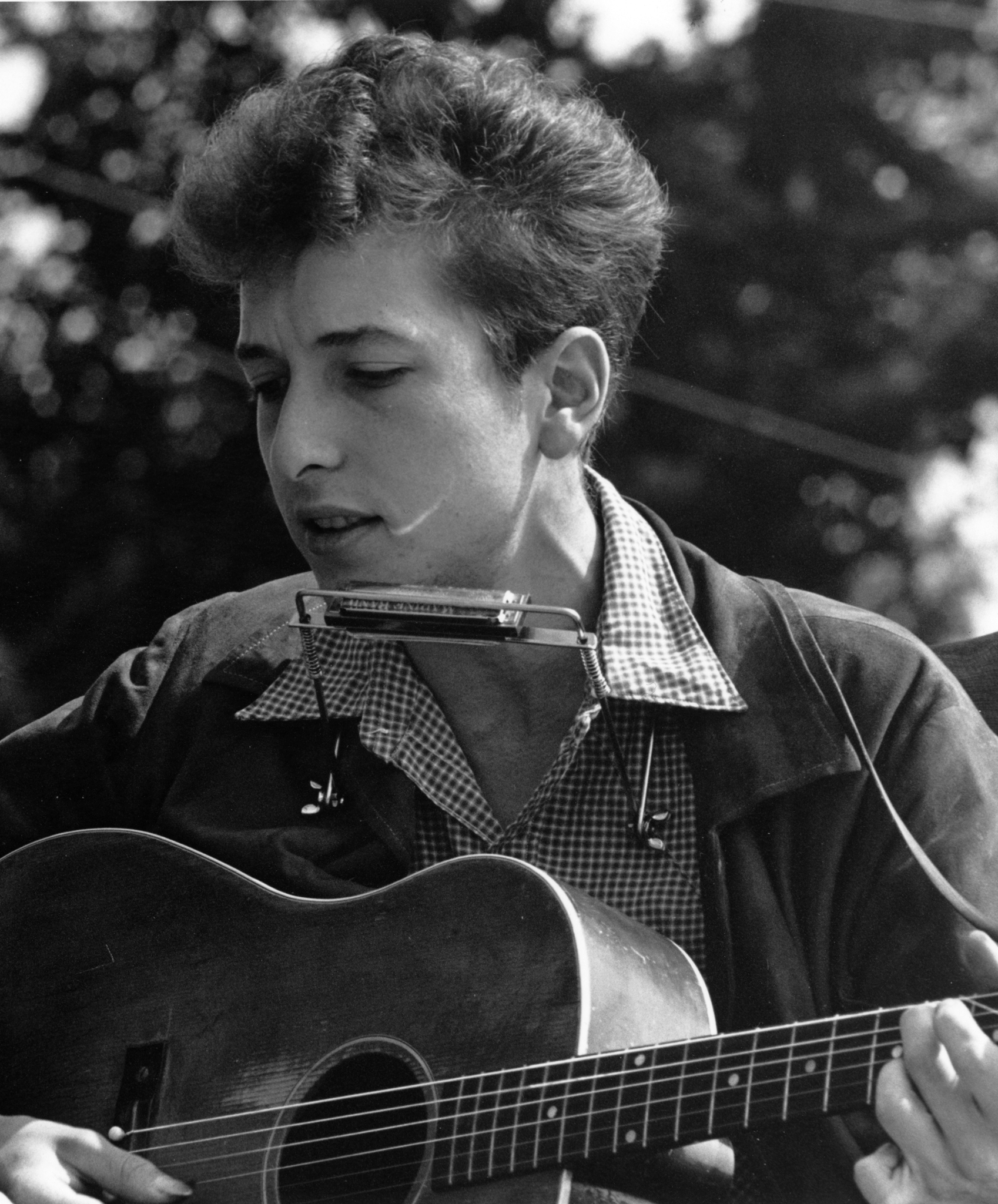
Bob Dylan

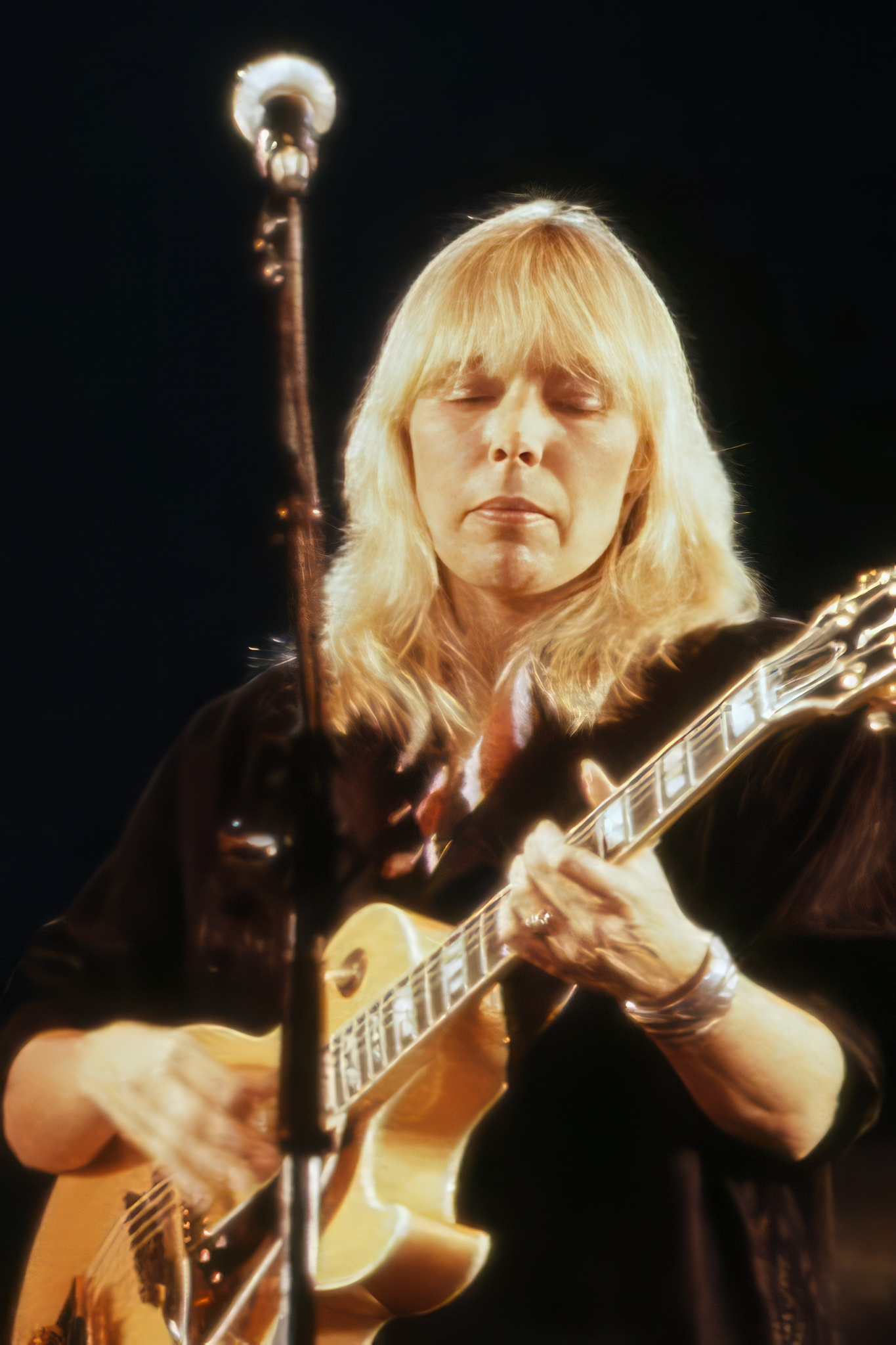
Joni Mitchell

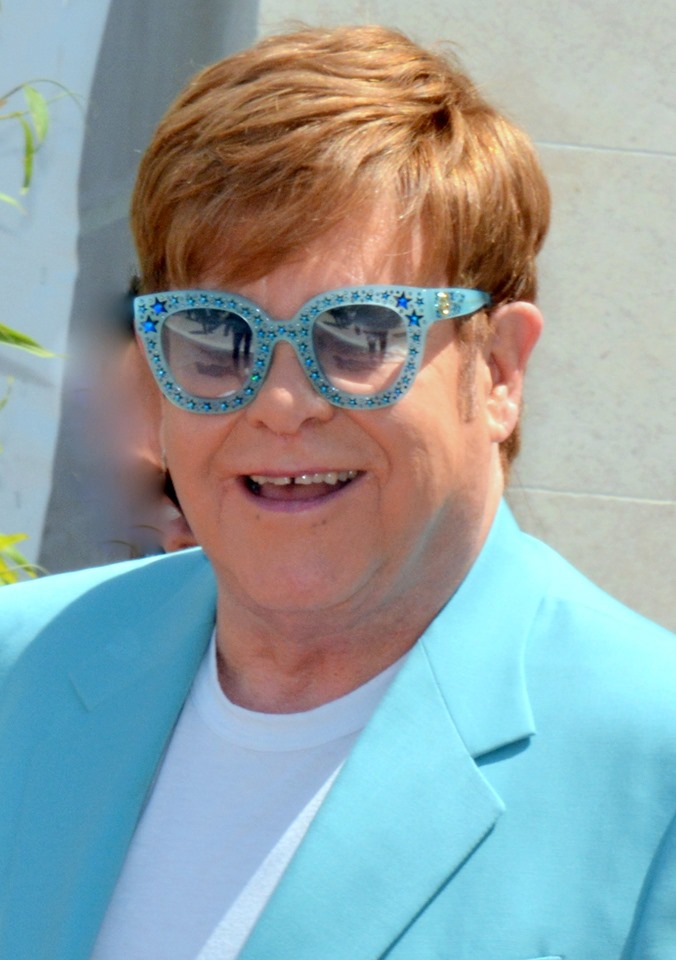
Elton John

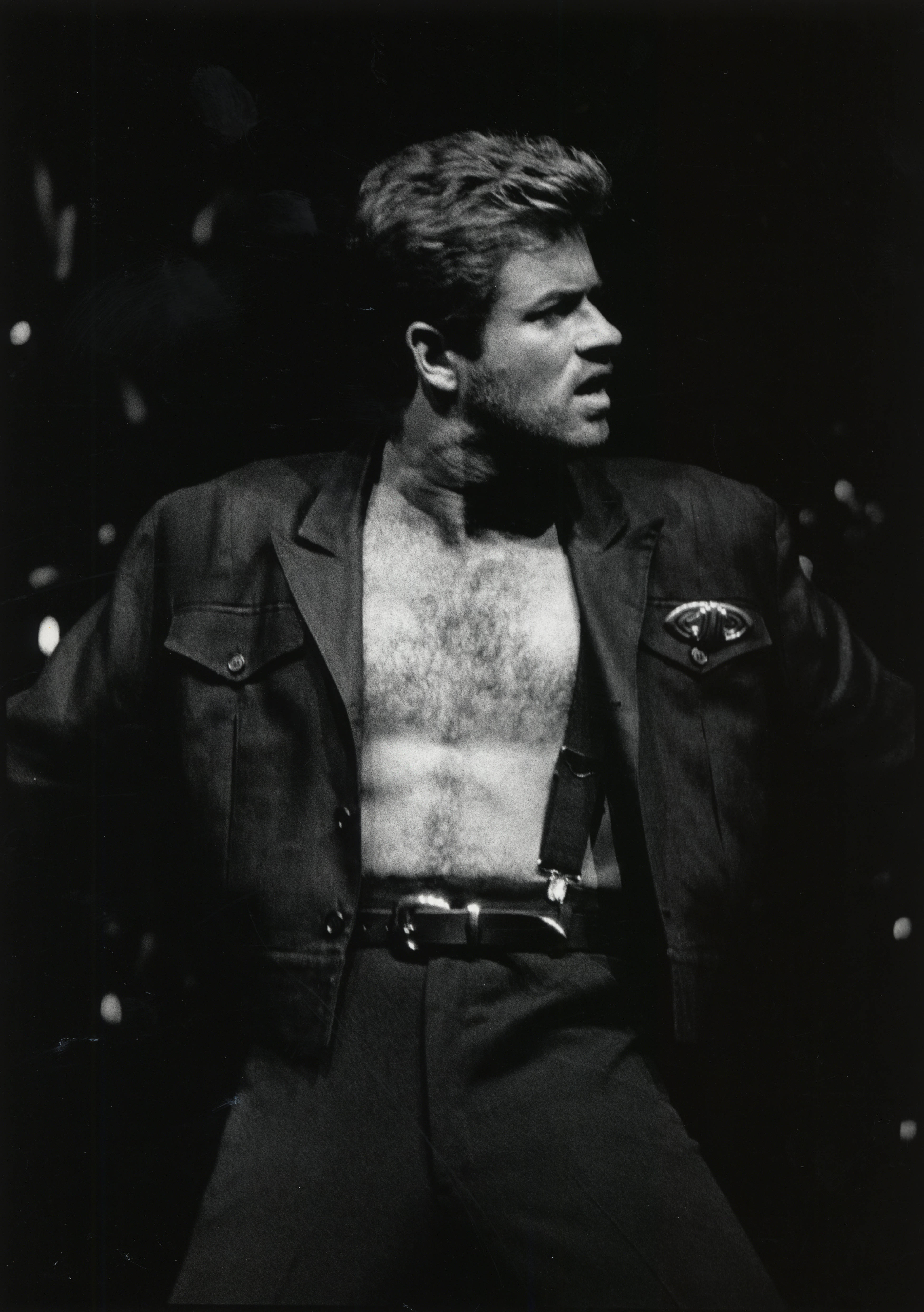
George Michael

Ca sĩ kiêm nhạc sĩ sáng tác bài hát là những nhạc sĩ viết, sáng tác và biểu diễn chất liệu nhạc của riêng họ, bao gồm ca từ và giai điệu.
Thể loại bắt đầu với truyền thống nhạc dân gian-acoustic.  Những ca sĩ kiêm sáng tác nhạc thường đệm hợp tấu duy nhất cho toàn bộ tác phẩm hoặc bài hát, thường sử dụng một chiếc piano hoặc guitar.